# Рыжегрудая питтоподобная муравьеловка
Рыжегрудая питтоподобная муравьеловка (лат. Formicarius rufipectus) — вид воробьиных птиц из семейства муравьеловковых. Выделяют четыре подвида.

## Распространение
Обитают на территории Колумбии, Коста-Рики, Эквадора, Панамы, Перу и Венесуэлы. Естественной средой обитания для этих птиц являются субтропические или тропические влажные горные леса.

## Описание
Длина тела 18—19 см, масса 65—82 г. Клюв длинный, тонкий, заострённый, черноватый. Ноги удлинённые и крепкие, чёрно-голубоватые. Хвост короткий. Птицы окрашены в коричневый, красновато-коричневый, чёрный и рыжий цвета.

## Биология
Это насекомоядные птицы, основу рациона которых составляют насекомые и другие мелкие беспозвоночные, а также их личинки. Данные о размножении отсутствуют.

## Охранный статус
МСОП присвоил виду охранный статус LC.